# オザンナ
オザンナ (Osanna)は、1971年にイタリアのナポリで結成されたプログレッシブ・ロック・バンド。

## 概歴
フォニット・チェトラ・レーベルより1971年にデビュー。メンバーは、前身であるアマチュアバンドのチッタ・フロンターレで活動していたダニーロ・ルスティチ、マッシモ・グアリノ、リノ・ヴァイレッティ、レロ・ブランディに、ナイトクラブで演奏していたチッタ・フロンターレを見て感銘を受け加入したエリオ・ダーナの5人。当時のチッタ・フロンターレには後にイル・バレット・ディ・ブロンゾに加入するジャンニ・レオーネが在籍していたが、イル・バレット・ディ・ブロンゾに引き抜かれる形で脱退し、結果ジャンニ・レオーネとエリオ・ダーナが入れ替わるような形でオザンナとしての活動をスタートした。メンバーの分裂や事実上の活動休止などを経ながらも1978年までに5枚のアルバムを発表。2010年に来日。
ハード・ロック、ジャズ・ロック、サイケデリック・ロック、クラシックなどの融合した独自の世界観を持つ。歪ませたエレクトリック・ギターにうねり絡みつくようなフルートが呪術的な「動」のサウンド、かと思いきや時おり見せる抒情的な「静」のサウンドなどを非常なペースで行き来する起伏の激しいサウンドが特徴で、同国の似た傾向のバンドに較べて即興性・抽象性の高い音楽性である。

## ディスコグラフィ

### アルバム
- 『ファースト・アルバム』 - L'uomo (1971年)
- 『ミラノ・カリブロ9』 - Milano Calibro 9 (1972年)
- 『パレポリ』 - Palepoli (1973年)
- 『ランドスケープ・オブ・ライフ - 人生の風景』 - Landscape Of Life (1974年)
- 『スッダンス/南の踊り』 - Suddance (1978年)
- 『祭典の瞬間』 - Taka Boom (2001年)
- 『男達と伝説』 - Live Uomini E Miti (2003年)
- 『邂逅の瞬間』 - Prog Family (2008年) ※オザンナ&デヴィッド・ジャクソン名義
- 『レッド・ロック - 紅の祭典:ミラノ・カリブロ9再現ライヴ!!』 - Rosso Rock (2012年)
- 『ナポリの熱情 - ライヴ・イン・ローマ』- Prog Exhibition 2010 (Live In Rome) (2014年) ※オザンナ・フィーチャリング・デヴィッド・ジャクソン、ジャンニ・レオーネ名義
- 『パレポリターナ』 - Palepolitana (2015年)
- 『悪魔召喚:オザンナ・ライヴ』 - Pape Satàn Aleppe (2016年)
- 『ライヴ・イン・ジャパン - ザ・ベスト・オブ・イタリアン・ロック』 - Live In Japan  (2017年)